# Companhia Sueca das Índias Orientais

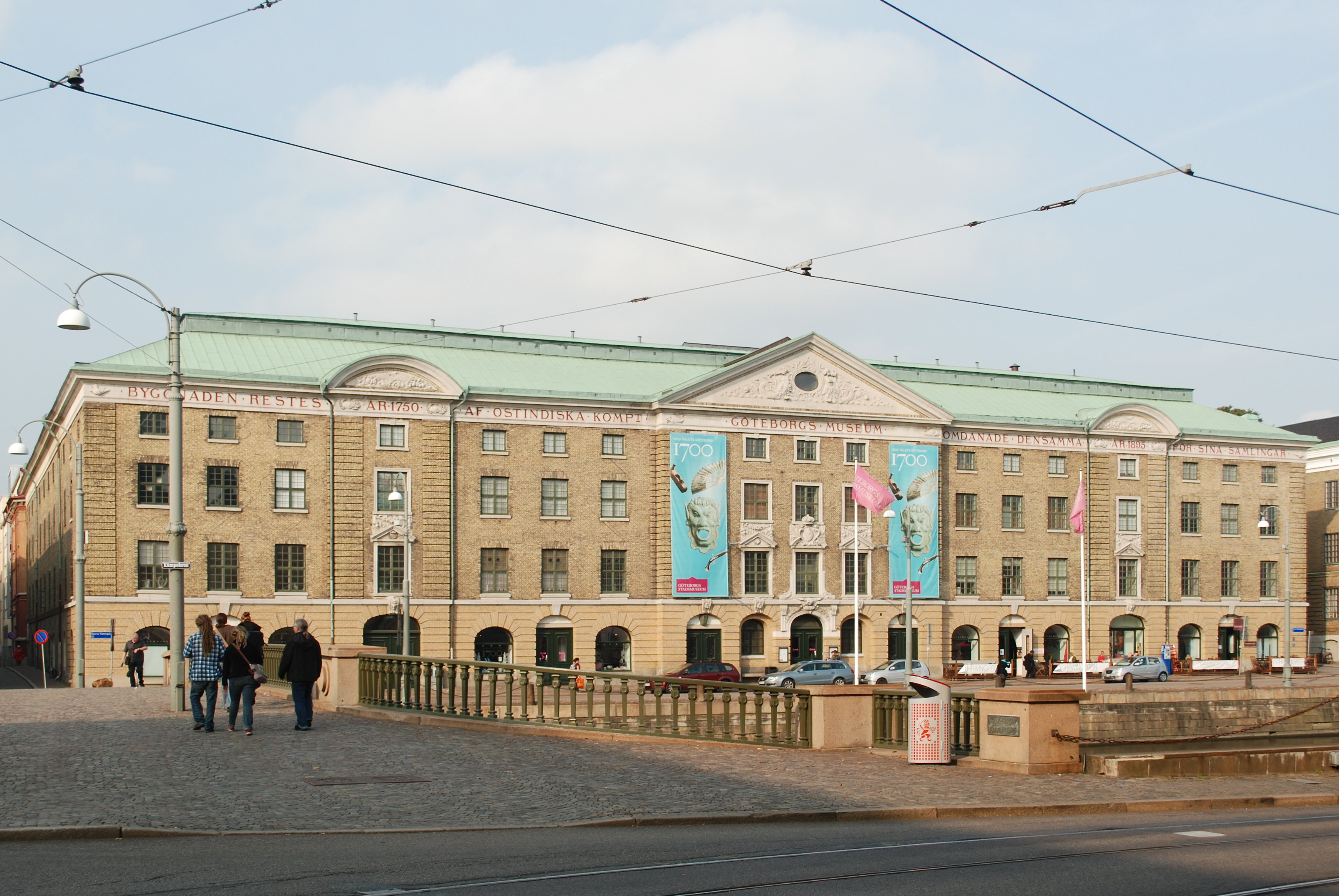
A Casa das Índias Orientais (Ostindiska huset) em Gotemburgo, onde esteve albergada a Companhia Sueca das Índias Orientais. Hoje em dia, o Museu da Cidade de Gotemburgo.

A Companhia Sueca das Índias Orientais (em sueco:  Svenska Ostindiska Companiet; com a sigla SOIC) foi uma companhia majestática estabelecida na Suécia, em 1731, com sede na cidade portuária de Gotemburgo, destinada ao comércio com a Ásia Oriental, particularmente com a China.

Sob a égide deste império colonial privado, foram efetuadas 132 expedições, com 37 navios.

Inicialmente foi um êxito comercial, em concorrência com as suas congéneres inglesa e holandesa, mas entrou num período de prejuízos frequentes, e acabou por ser dissolvida em 1813.